# Moldaviet
Moldaviet is een amorfe tektiet bestaande uit groen glasachtig natuurlijk materiaal.

## Ontstaan
Moldaviet werd ongeveer 15 miljoen jaar geleden gevormd door de inslag van twee meteorieten van 1,5 km respectievelijk 150 meter doorsnede, die tegelijkertijd onder een hoek van 30-50 graden ten opzichte van het aardoppervlak insloegen met een snelheid van zo'n 20 km/seconde. Vrijwel zeker zijn respectievelijk de Nördlinger Ries en de Steinheimkrater in Zuid-Duitsland de inslagkraters hiervan. Door deze inslagen kwam een enorme hoeveelheid energie vrij ter grootte van 1,8 miljoen maal die van de atoombom op Hiroshima. Daarbij werden enorme drukken bereikt bij een temperatuur van meer van 30.000 graden Celsius. Daardoor werden grote hoeveelheden (in totaal ongeveer 150 km³) zand en aarde gesmolten en de ruimte in geslingerd. Na terugkomst in de atmosfeer stolden deze fragmenten van aardse materie, vermengd met de buitenaardse materie en vielen terug op de grond in een zogenaamd 'strooigebied' dat grofweg het gebied van Tsjechië beslaat. Een zeer klein deel daarvan stolde tot Moldaviet.

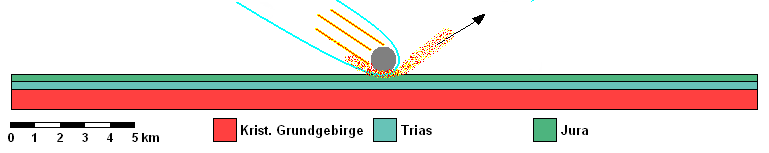
Vorming van Moldavieten (zwarte pijl) tijdens de Ries-inslag

## Vindplaatsen
De belangrijkste vindplaatsen van Moldaviet liggen in Zuid-Tsjechië in de omgeving van České Budějovice (Budweis) en ten westen van Brno (Brünn). Kleinere strooigebieden bevinden zich in het Waldviertel (Noord-Oostenrijk) en de Lausitz (Oost-Duitsland).
De kostbaarste Moldavieten worden gevonden aan de bovenloop van de Moldau in het zuiden van Tsjechië. Deze hebben een groene kleur met kleine insluitsels. Deze variant wordt ook de Tsjechische smaragd genoemd en is verwerkt in de kroonjuwelen van Tsjechië.
De stenen die in Moravië worden gevonden zijn bruin van kleur en minder kostbaar.
Doordat de vindplaatsen van Moldaviet snel uitgeput raken, wordt deze steen steeds kostbaarder.